# Туманлы-Гель
Туманлы-Гель, Туманлы-Кель или Туманлы-Кёль (Туманлыкель, с карачаевского — «Туманное озеро»), также Форельное — небольшое горное озеро в Карачаево-Черкесии. Расположено в долине реки Гоначхир на пути к Клухорскому перевалу, на территории Тебердинского национального парка.
Название связывают с туманом над озером. По одной версии, из-за того, что в начале дня озеро находится в тени хребта и потому часто бывает покрыто туманом. По другому мнению, так как после заката над озером встаёт туман. По третьей версии — из-за местной погодной приметы — если над озером туман, то якобы будет хороший день.
Находится на высоте 1860 метров над уровнем моря, глубина озера до 23 метров, площадь поверхности 1,93 гектара, минерализация колеблется по сезонам от 25 до 60 мг/л. Относится к водосборному бассейну реки Теберда. Имеет удлинённую форму и впадающий ручей, северный берег высокий и крутой. Происхождение водоёма вызвано лавинно-ударной деятельностью, которая до сих пор поддерживает его состояние, выплёскивая воду и озёрные отложения и таким путём не допуская признаков деградации.
По описанию Н.Н. Липиной 60-х годов водная фауна бедная, в фитопланктоне преобладают диатомовые водоросли, водится озёрная форель. Скудость флоры и фауны также объясняется снежными лавинами, из-за которых вода с растениями и животными выплёскивается на берег. Из-за небольшого количества питательных веществ в воде озеро классифицируется как олиготрофное, по расположению находится в субальпийской зоне.
Озеро получило отражение в стихотворении карачаевского поэта Назира Хубиева «Тубанлы-Кёл», фотографии Фёдора Лашкова «Осеннее озеро Туманлы-Кель».

Галерея
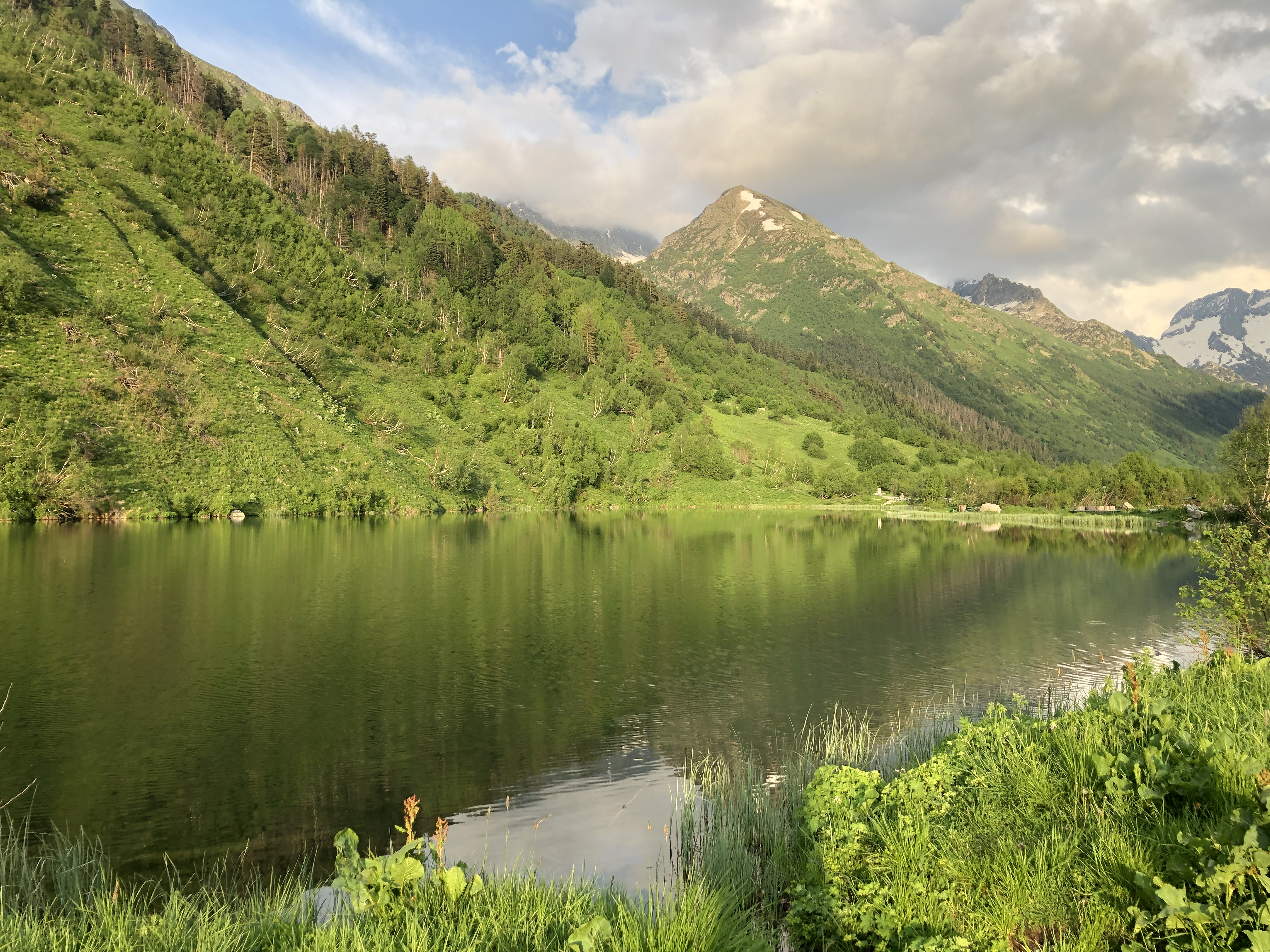
Зелёные склоны прилегающих гор
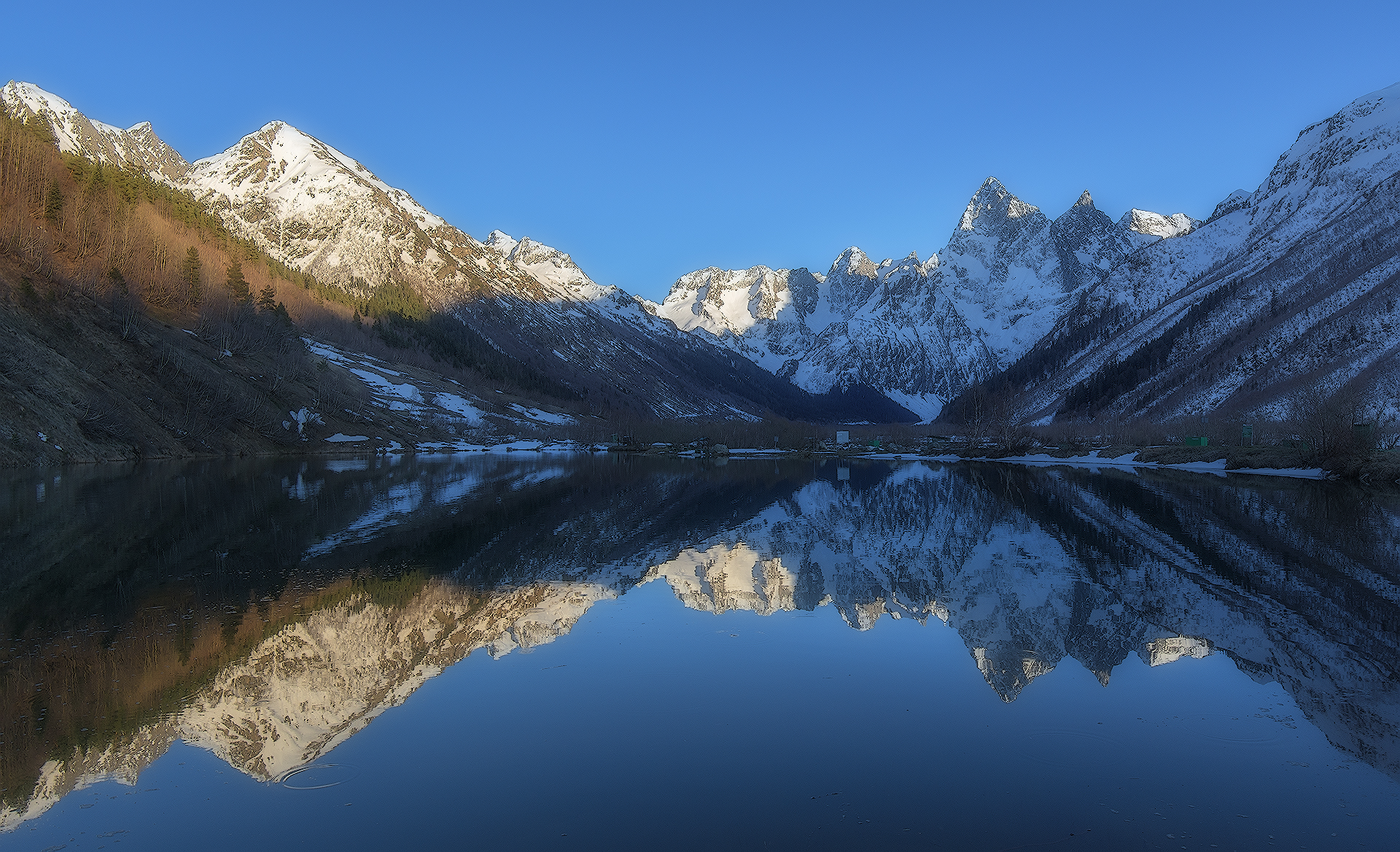
Озеро на фоне горы Чотча
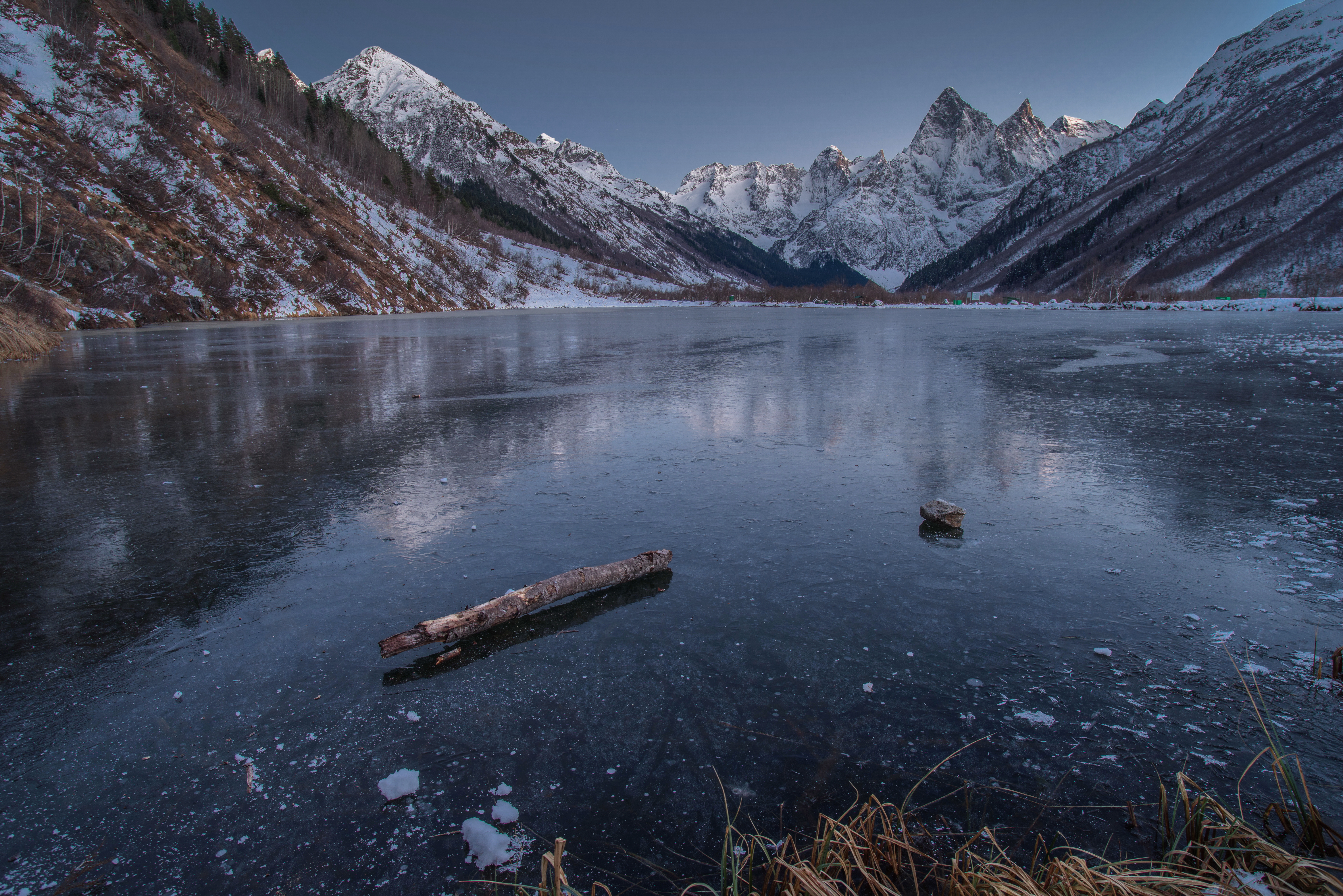
Озеро подо льдом